# 滤泡增生
滤泡增生（英語：Follicular hyperplasia）是一种淋巴增生，被归类为淋巴结病，也就是淋巴结的疾病。它是由B细胞室的刺激和次级滤泡的异常细胞生长引起的。滤泡增生通常发生在皮层，不会破坏淋巴结囊。 滤泡在病理上是多形性的，大小和形状通常多具变化。 
滤泡增生与滤泡性淋巴瘤的区别在于滤泡增生具有多克隆性，并且缺乏bcl-2蛋白表达，而滤泡性淋巴瘤是单克隆的，并表达bcl-2 。 

## 体征和症状
淋巴结病如滤泡增生可表现出各种症状，如发热、寒战、盗汗、原因不明的体重减轻和显著的局部症状，这些症状无年龄和性别特异性。 
人类的淋巴结不能用肉眼看到，但按压皮肤，有时可有肿胀感和压迫感。淋巴结的肿胀范围可以从豌豆大小到高尔夫球大小，这取决于特定的条件。一个人可能在身体的多个部位有反应性淋巴结，这可能导致肿胀、疼痛、发热和压痛。 

## 原因
以下是反应性淋巴结病的潜在原因示例，这些疾病均以滤泡型为主：
- 类风湿关节炎
- 干燥综合征
- IgG4 相关疾病（IgG4相关腋窝淋巴结病） [6]
- 木村病
- 弓形体病
- 梅毒
- 卡斯尔曼病
- 生发中心渐进式转化(PTGC)

微生物感染淋巴结，引起疼痛和炎症（炎症症状包括发红和压痛）。包括巴尔通体、葡萄球菌、肉芽肿、腺病毒和莱姆病在内的细菌、真菌和病毒感染都与滤泡增生有关。 
其他与自身免疫相关的疾病是类风湿性关节炎、系统性狼疮、皮肌炎和干燥综合征。免疫球蛋白 G相关疾病是免疫介导的纤维炎性疾病，会影响身体的许多器官。慢性炎症性疾病如木村病也是淋巴结发炎或肿大的结果。弓形虫或梅毒螺旋体等寄生细菌也会引起淋巴结肿大。其他相关原因，例如被称为卡斯尔曼氏病的淋巴组织增生性疾病，或生发中心的进行性转化导致淋巴结肿大。可能起作用的环境条件还有动物或昆虫接触、长期用药和免疫接种状况。患者的职业史，如金属工作或煤矿开采，可能会使他们接触硅或铍。 
滤泡增生常见于儿童和年轻人，在老年人中也很常见，不具有年龄特异性和性别特异性。 由于新接触环境病原体，即使没有发生感染，儿童在年幼时也经常会出现反应性淋巴结。 临床上，滤泡增生性淋巴结病通常局限于身体的单个部位，但也可能出现在多个部位。滤泡增生是最常见的淋巴结病类型之一，可能与皮质旁增生和窦增生有关。 

## 机制/病理生理学
滤泡增生的具体病理尚未完全了解。然而，众所周知， B细胞室的刺激和次级滤泡的异常细胞生长是滤泡增生病理学的关键因素。滤泡增生通常发生在皮层，而不会破坏淋巴结囊。 也有人把这种情况描述为可能源于原发性反应性淋巴增殖，这可能由不明抗原或某种慢性刺激引起，最终导致淋巴结肿大。 
淋巴结肿大可能有多种原因。首先，淋巴结的功能是作为网状内皮系统的过滤器。它们通过暴露B和T细胞淋巴细胞和巨噬细胞包含多层窦，并在血液中发现。当免疫系统识别外来蛋白质以发动攻击时，它需要这些血细胞的帮助。在反应期间，响应细胞系因外来攻击而增殖，淋巴结尺寸因而增加。当结节的大小超过1厘米时被认为是不正常的，然而这类的标准在儿童和成人之间是不同的。 
局部或特异的淋巴结病通常发生在可迁移到身体各个部位的成簇或成群的淋巴结中。淋巴结分布在身体的所有区域，当淋巴结肿大时，反映淋巴引流的位置。结节外观的范围可以从柔软的、固定的或移动的以及离散的或杂乱无章的。 需要注意的是，反应性淋巴结不一定是坏事，实际上它们是淋巴系统正在努力工作的良好迹象。淋巴液可以在淋巴结中积聚，作为捕获体内有害细菌和其他有害病原体的一种方式，以防止其扩散到其他区域。 
存在于细胞外液中的物质，例如微生物、抗原甚至癌细胞，可以通过形成淋巴液进入淋巴管。淋巴结通过朝着血液循环方向去除物质来帮助过滤这些液体。当抗原出现时，淋巴结内的淋巴细胞会触发反应，导致增殖或细胞增大。这也称为反应性淋巴结病。 

## 诊断
通过在低倍镜下观察淋巴滤泡的密度，可以将滤泡增生与其他疾病区分开来。具有反应性滤泡的淋巴结在其包膜外延伸，滤泡遍布整个淋巴结，存在明显的中心母细胞，缺失或缺少被套区。免疫组织化学有助于区分滤泡性淋巴瘤和滤泡增生患者之间的差异。 反应性滤泡增生在B细胞生发中心不表达BCL2蛋白，并且在免疫染色和流式细胞术中不存在轻链反应，也不存在IG重排。 
应针对与淋巴引流模式相关的病因评估局部或特定淋巴结病。在完整的淋巴体格检查期间，可能会或可能不会排除全身性淋巴结病。 
BCL2蛋白表达在滤泡增生中通常不存在，但在滤泡性淋巴瘤中突出。在确定正确诊断时，与包含生发中心标记物（如BCL-6或CD10 ）的其他染色进行比较有助于进行比较。  CD10阳性细胞是金属蛋白酶，通过蛋白水解作用激活或失活肽。 
滤泡增生的正式诊断可能包括影像学检查，如PET扫描和组织活检，这取决于临床位置，也取决于淋巴结病的位置。 根据血液中发现的红细胞、白细胞和血小板的数量，常见的血液检测可能有助于排除其它可能的诊断，例如淋巴瘤。如果患者的血细胞计数低，这可能是淋巴瘤的征兆。与滤泡增生相比，淋巴瘤的另一个迹象是高水平的乳酸脱氢酶(LDH) 和C反应蛋白(CRP)。 淋巴结活检可通过排除滤泡增生（可由增殖率确定）来揭示淋巴瘤的正式诊断。 

## 预防/治疗
确定患者病因的因素包括年龄、淋巴结病的持续时间、外部暴露、相关症状和身体部位。 
| 阿替洛尔             | 肼苯哒嗪           | 青霉素类            | 乙胺嘧啶（Daraprim） |
| 卡托普利             | 别嘌呤醇           | 苯妥英（Dilantin）  | 奎尼丁               |
| 卡马西平（Tegretol） | 扑米酮（Mysoline） | 甲氧苄啶/磺胺甲恶唑 |                      |

β受体阻滞剂（如阿替洛尔）或ACE抑制剂（如卡托普利）可引起某些人的某些淋巴结病。卡托普利是脯氨酸的类似物，完全抑制血管紧张素转化酶 (ACE) ，从而减少血管抑制素II的产生。它还可以通过MMPs和内皮细胞迁移抑制肿瘤血管生成，最终导致淋巴结肿大。 
卡马西平是一种抗惊厥药，通过减少癫痫发作引起的神经冲动起作用。一些更严重的副作用是过敏性皮肤反应和低血细胞计数。其他抗惊厥药物苯妥英和扑米酮也可因给药后血液变化而引起淋巴结肿大。 其他药物如乙胺嘧啶、奎尼丁和甲氧苄氨嘧啶/磺胺甲恶唑抗生素在给药后也会改变血液化学，并可能导致淋巴结肿大。肼苯哒嗪和别嘌呤醇是开给患者的药物，用于降低血压，是导致血细胞扩张的血管扩张剂。
家族史、区域检查和流行病学线索通常是用于治疗选择的最有用的信息，因为它可以帮助将患者的病情分类为低风险或高风险。低风险，意味着患者没有暴露于恶性肿瘤或严重疾病，高风险意味着他们有。如果患者没有患恶性肿瘤或严重疾病的风险，建议医生在3-4周内观察任何变化或症状消退。如果淋巴结病没有解决，下一步就是进行活检。 继续采集组织样本，滤泡增生的有效治疗方法是根据患者活检结果在疾病的初始形态后手术切除病变。 

## 预后
通常，滤泡增生被归类为良性淋巴结病。在它发展为恶性肿瘤之前，通常总是可治疗的。 因此，滤泡增生患者预期寿命很长，直到他们的病情得到治疗或自行消失。如果不进行治疗，滤泡增生会增加罹患各种癌症的风险，会出现相应的问题。 

## 流行病学
滤泡增生是最常见的良性淋巴结病类型之一。 它在儿童和年轻人中常见，但所有年龄段的人都可能患有滤泡增生，包括老年人。淋巴结病，例如滤泡增生，通常是局部的，但也可以是全身性的，并且没有性别特异性。超过75%被观察到的淋巴结病是局部的，通常涉及头部和颈部区域。 据估计，出现淋巴结肿大的患者发生恶性肿瘤的几率约为 1.1%。 
与淋巴结病相关的儿童恶性肿瘤发病率较低，但随着年龄的增长而增加。大多数报告的儿童病例通常是由感染或良性病因引起的。在一项研究中，628名患者接受了淋巴结活检，在 30 岁以下的患者中，近79%的患者发现是良性或自限性病因。在31-59岁之间的患者中近59%，而50岁以上的患者中这一比例为39%。持续超过 2 周或超过一年且未发生癌细胞进展的淋巴结病发生肿瘤效应的可能性很小。 

## 最近的研究
在最近2019年的一项研究中，日本东京医科大学医院口腔颌面外科的医疗专业人员对一名 51 岁的妇女进行了检查，以治疗现有病症，即患者左下方牙龈线中发现的发炎细胞团。从患者的口腔中获得了一个样本活检，指示结果显示为良性淋巴组织。显微镜下进一步观察发现淋巴细胞组织由散在的淋巴滤泡组成，具有明显的生发中心和分化良好的淋巴细胞，周围环绕着挑衅的地幔区。免疫化学染色显示淋巴样颗粒CD20和CD79呈阳性。这项研究意义重大，因为他们能够诊断出一例非常罕见的滤泡性淋巴组织增生病例，该病例源自口腔异常起源部位，但他们无法确定她的病情发作。需要注意的是，切除肿块后的第一年没有复发迹象。 